# Bass wielkogębowy
Bass wielkogębowy (Micropterus salmoides), niewłaściwie nazywany okoniopstrągiem (inna nazwa występująca w literaturze to okoniopstrąg amerykański) – gatunek słodkowodnej, drapieżnej ryby okoniokształtnej z rodziny bassowatych (Centrarchidae). Poławiany przez wędkarzy.

## Występowanie
Pochodzi z Północnej Ameryki. Występuje w dorzeczu Rzeki Św. Wawrzyńca, basenie Wielkich Jezior, u brzegów Zatoki Hudsona, w rzekach uchodzących do Atlantyku od Karoliny Północnej na północy po Florydę na południu, w dorzeczu Mississippi oraz w północnej części Meksyku.
Introdukowany w Europie w 1885. Do Polski sprowadzony prawdopodobnie w 1912 roku, początkowo hodowany z powodzeniem, od 40 lat nie stwierdzono jego występowania na obszarze kraju.
Zasiedla wody rzek i jezior.

## Opis
W ojczyźnie osiąga ok. 60 cm długości (maksymalnie 97 cm) i 10 kg masy ciała. W Europie zwykle dorasta do około 35 cm i 1–2 kg. Ciało krępe, niezbyt silnie wygrzbiecone. Otwór gębowy przedni, duża jego krawędź sięga za oko. Liczba łusek w linii nabocznej 65-70.
Grzbiet zazwyczaj ciemnozielony, boki srebrzyste, brzuch srebrzystozielony. Wzdłuż boków biegnie falista, ciemna smuga często zanikająca u dużych osobników.

## Odżywianie
Narybek żywi się planktonem, dorosłe osobniki żywią się rybami, rakami i żabami.

## Rozród
Dojrzewa płciowo w 3–4 roku życia. Tarło w maju–czerwcu. Samiec kopie w podłożu gniazdo, do którego samica składa ikrę. Samiec opiekuje się ikrą.